# 伊塞顿丘

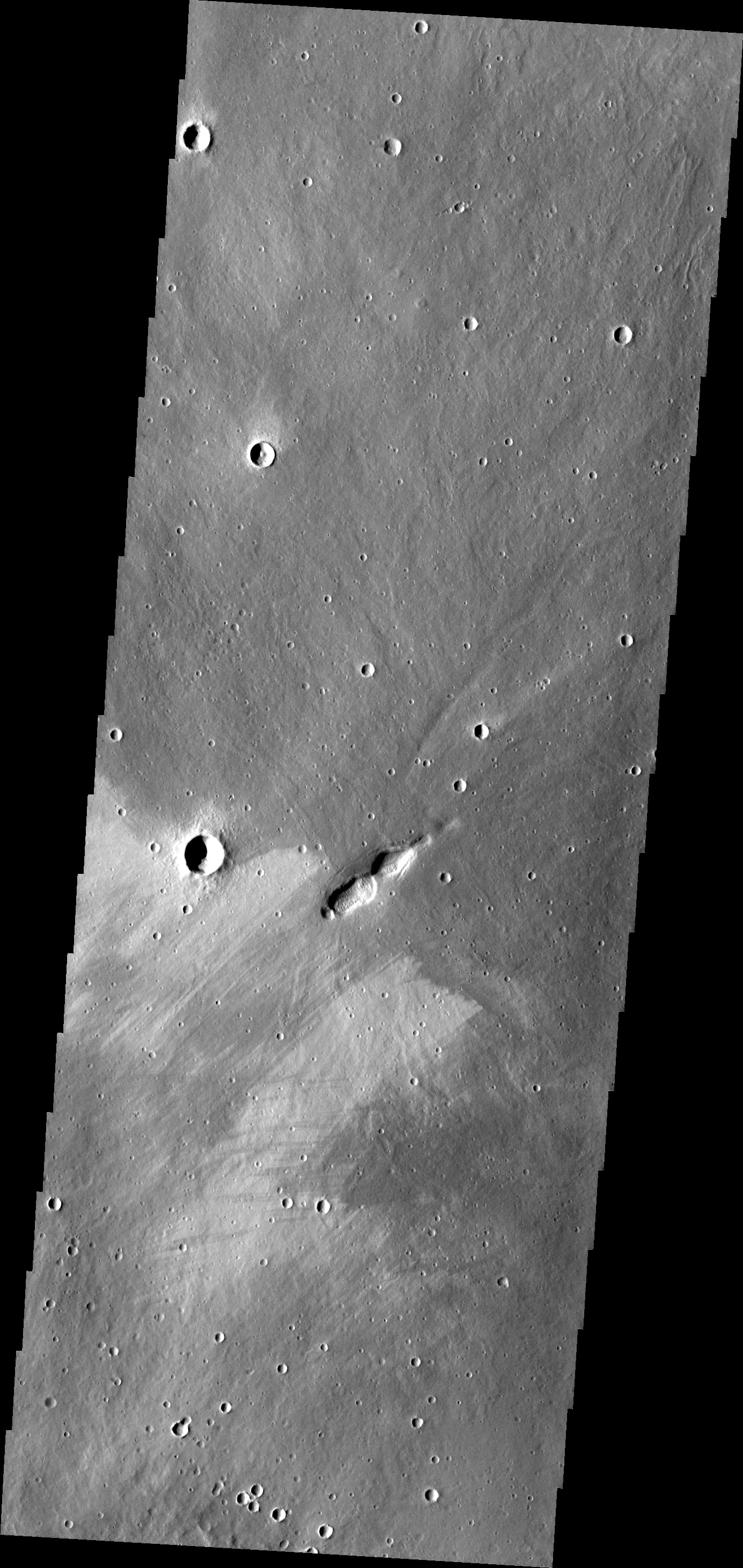
热辐射成像系统照片

伊塞顿丘（Issedon Tholus）是位于火星阿卡迪亚区的一座火山丘，
它坐落在亚拔山东侧，外观大体圆形，直径约55公里，山顶处有一个不规则凹洞。
1991年被国际天文学联合会命名。
伊塞顿丘的南面是小陨坑乍都拉，而西侧更远处则矗立着巍峨的亚拔山。

## 另请查看
- 火星山脉列表